# Kommunvapen i Sverige
Kommunvapen i Sverige följer de svenska heraldiska traditionerna. I Sverige har kommunvapen ursprungligen främst funnits för städer men har under 1900‐talet antagits även av andra former av kommuner. Vid kommunreformen i Sverige 1971 upphörde alla landskommuner, köpingar och städer och ersattes av det enhetliga begreppet kommun. Det finns inte föreskrivet i någon lag eller förordning att en kommun skall föra ett vapen. Det var under mitten på 1980-talet som kommunvapen blev allt mer populära och flera kommuner som innan hade saknat kommunvapen började införa detta. Nya kommuner har också brukat ta fram ett kommunvapen för sin kommun. Men det skulle dröja ända till 2007 innan den sista ”vapenlösa” kommunen, Härryda kommun, antog ett kommunvapen.
Fram till början av 1970‐talet kunde svenska kommunvapen fastställas av Kungl. Maj:t. I och med kommunreformen 1971 och införandet av den nya regeringsformen 1974 (som trädde i kraft den 1 januari 1975) skulle inte uppgifter av detta slag längre ligga på regeringen. För att även i fortsättningen kunna skydda vapnen från missbruk i kommersiella sammanhang stiftades en lag om skydd av kommunala vapen och de nya kommunerna kunde från 1974 själva låta registrera vapen hos Patent- och registreringsverket (PRV) och dessa fick därigenom juridiskt skydd. Tre original förfärdigas vid en sådan registrering: ett för kommunen, ett för PRV och ett för Riksarkivet.
Normalt registreras endast en sköld, svenska kommunvapen har i regel inte tillbehör som hjälm, sköldhållare eller liknande. Undantag från detta är kommunvapnen för de tre tidigare städerna Halmstad, Landskrona och Malmö, vilka sedan gammalt har hjälm (Halmstad och Malmö) respektive krona och sköldhållare (Landskrona). Före kommunreformen som avskaffade det kommunalrättsliga stadsbegreppet, brukade många svenska städer ha en murkrona på sin sköld. Denna ingick normalt inte i blasoneringen utan betraktades som en rangkrona som automatiskt följde med värdigheten av att vara stad. Vissa av de nutida kommuner som har namn och vapen av en tidigare stad har fortsatt att använda murkrona på sina vapen.
Nedan följer historik, och därefter ett galleri över Sveriges nuvarande kommunvapen. För kommunvapen som gällde innan den senaste genomgripande kommunreformen, se kommunvapen i Sverige 1952–1970. För kommunvapen som upphört att gälla redan vid kommunreformen 1952 eller ännu tidigare, se Kommunvapen i Sverige, upphörda 1952 eller tidigare.

## Historik

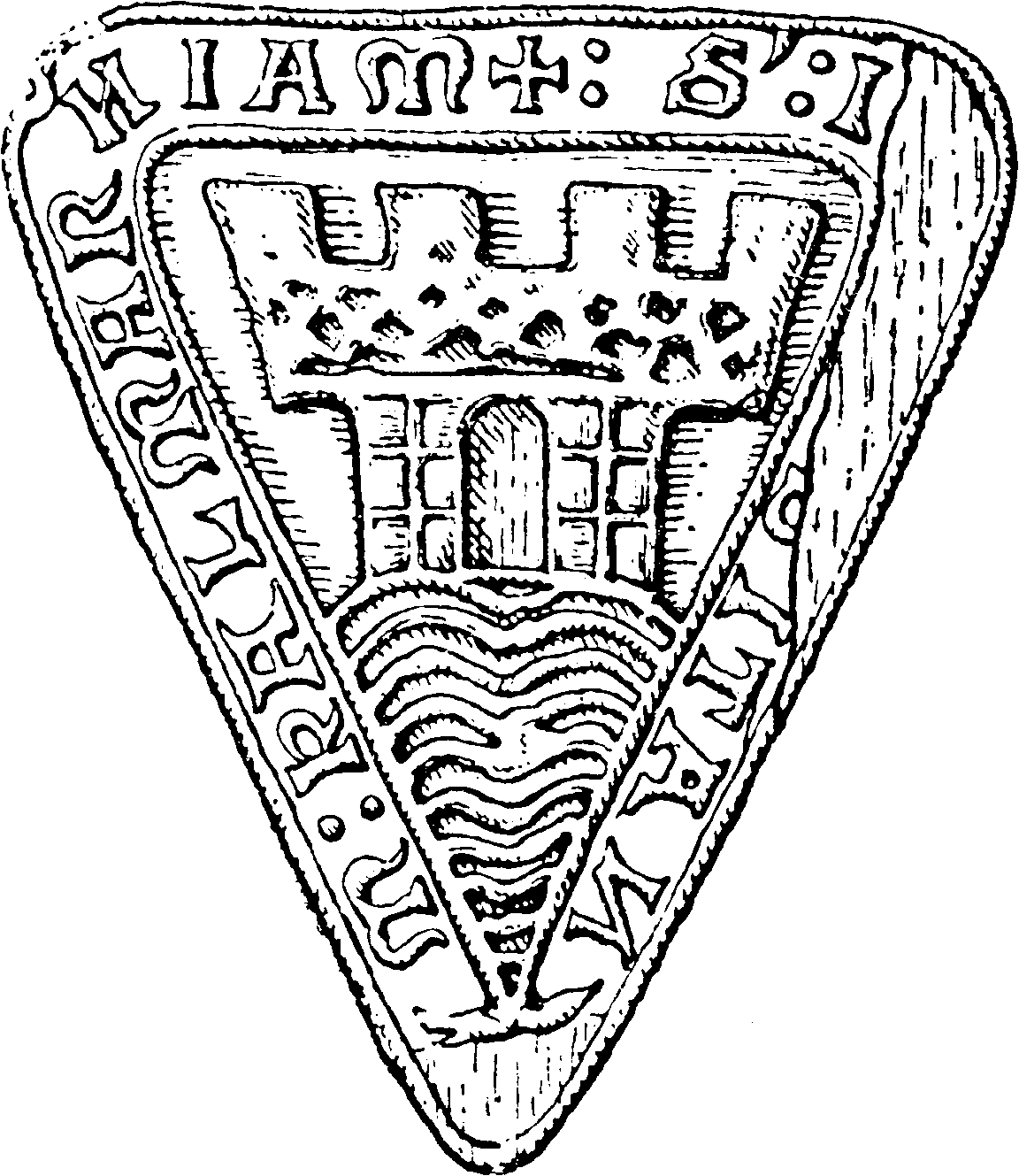
Kalmar stads sigill på 1200‐talet (ur Nordisk familjebok).

Under medeltiden började dokument signeras med stadssigill innefattande stadsvapen, där Kalmar (grundad 1100) år 1247 var först av de svenska städerna. Vapen för Åhus återfinnes i dokument från 1270‐talet, Skara och Stockholm från 1280‐talet, Linköping och Söderköping på 1290‐talet, Västerås, Skänninge, Helsingborg 1310 och Sigtuna (grundad 990) på 1310‐talet, Enköping 1320‐talet, Arboga och Örebro 1330‐talet, Visby 1340‐talet, Lund 1350‐talet, Norrköping 1367, Jönköping och Köping 1370‐talet, Trosa och Södertälje 1380‐talet, Laholm, Torshälla stad, Uppsala, Ystad och Hästholmens stad 1300‐talet. Landskrona och Vadstena fick stadsvapen på 1410‐talet, Malmö 1437, Eksjö 1439, Falköping 1440‐talet, Trelleborg 1471, Ulricehamn (Bogesund) 1480‐talet, Lidköping 1505, Staffanstorp 1524, Sölvesborg och Varberg 1530‐talet, samt Skövde och Växjö på 1400‐talet. Tierp fick 1456 Sveriges enda medeltida, kungligt förlänade häradsvapen.
Senare under medeltiden får flera socknar sockensigill, innefattande vapen. Sockenstämmorna avskaffades 1863, och socknens administrativa ledning ersätts av landskommuner, ibland kallade sockenkommuner, som styr över samma territorium som de gamla socknarna, fram till 1952 när kommunsammanslagningarna börjar genomföras. Under början av 1900‐talet anlitar många landskommuner konstnärer som utformar stiliserade kommunvapen, i litteraturen även kallade sockenvapen, som ofta baseras på gamla sockensigill och deras blasonering.
Vid kommunreformen i början på 1970‐talet skapades nya kommuner. I de allra flesta fall upptogs den namngivande enhetens vapen av den nya kommunen. De vapen som ”blev över” vid kommunsammanläggningar har ibland återanvänts för församlingar eller för kommundelar. I princip alla Sveriges nuvarande kommuner har ett kommunvapen och de allra flesta är registrerade. En svensk kommun som har ett registrerat vapen anses därigenom också ha en flagga vars flaggduk uppvisar samma motiv som kommunvapnets vapensköld.

## Blekinge län

Karlshamn
Karlskrona
Ronneby
Olofström
Sölvesborg

## Dalarnas län

Avesta
Borlänge
Falun
Gagnef
Hedemora
Leksand
Ludvika
Malung-Sälen
Mora
Orsa
Rättvik
Smedjebacken
Säter
Vansbro
Älvdalen

## Gotlands län

Gotland

## Gävleborgs län

Bollnäs
Gävle
Hofors
Hudiksvall
Ljusdal
Nordanstig
Ockelbo
Ovanåker
Sandviken
Söderhamn

## Hallands län

Falkenberg
Halmstad
Hylte
Kungsbacka
Laholm
Varberg

## Jämtlands län

Berg
Bräcke
Härjedalen
Krokom
Ragunda
Strömsund
Åre
Östersund

## Jönköpings län

Aneby
Eksjö
Gislaved
Gnosjö
Habo
Jönköping
Mullsjö
Nässjö
Sävsjö
Tranås
Vaggeryd
Vetlanda
Värnamo

## Kalmar län

Borgholm
Emmaboda
Hultsfred
Högsby
Kalmar
Mönsterås
Mörbylånga
Nybro
Oskarshamn
Torsås
Vimmerby
Västervik

## Kronobergs län

Alvesta
Lessebo
Ljungby
Markaryd
Tingsryd
Uppvidinge
Växjö
Älmhult

## Norrbottens län

Arjeplog
Arvidsjaur
Boden
Gällivare
Haparanda
Jokkmokk
Kalix
Kiruna
Luleå
Pajala
Piteå
Älvsbyn
Överkalix
Övertorneå

## Skåne län

Bjuv
Bromölla
Burlöv
Båstad
Eslöv
Helsingborg
Hässleholm
Höganäs
Hörby
Höör
Klippan
Kristianstad
Kävlinge
Landskrona
Lomma
Lund
Malmö
Osby
Perstorp
Simrishamn
Sjöbo
Skurup
Staffanstorp
Svalöv
Svedala
Tomelilla
Trelleborg
Vellinge
Ystad
Åstorp
Ängelholm
Örkelljunga
Östra Göinge

## Stockholms län

Botkyrka
Danderyd
Ekerö
Haninge
Huddinge
Järfälla
Lidingö
Nacka
Norrtälje
Nykvarn
Nynäshamn
Salem
Sigtuna
Sollentuna
Solna
Stockholm
Sundbyberg
Södertälje
Tyresö
Täby
Upplands-Bro
Upplands Väsby
Vallentuna
Vaxholm
Värmdö
Österåker

## Södermanlands län

Eskilstuna
Flen
Gnesta
Katrineholm
Nyköping
Oxelösund
Strängnäs
Trosa
Vingåker

## Uppsala län

Enköping
Heby
Håbo
Knivsta
Tierp
Uppsala
Älvkarleby
Östhammar

## Värmlands län

Arvika
Eda
Filipstad
Forshaga
Grums
Hagfors
Hammarö
Karlstad
Kil
Kristinehamn
Munkfors
Storfors
Sunne
Säffle
Torsby
Årjäng

## Västerbottens län

Bjurholm
Dorotea
Lycksele
Malå
Nordmaling
Norsjö
Robertsfors
Skellefteå
Sorsele
Storuman
Umeå
Vilhelmina
Vindeln
Vännäs
Åsele

## Västernorrlands län

Härnösand
Kramfors
Sollefteå
Sundsvall
Timrå
Ånge
Örnsköldsvik

## Västmanlands län

Arboga
Fagersta
Hallstahammar
Kungsör
Köping
Norberg
Sala
Skinnskatteberg
Surahammar
Västerås

## Västra Götalands län

Ale
Alingsås
Bengtsfors
Bollebygd
Borås
Dals-Ed
Essunga
Falköping
Färgelanda
Grästorp
Gullspång
Göteborg
Götene
Herrljunga
Hjo
Härryda
Karlsborg
Kungälv
Lerum
Lidköping
Lilla Edet
Lysekil
Mariestad
Mark
Mellerud
Munkedal
Mölndal
Orust
Partille
Skara
Skövde
Sotenäs
Stenungsund
Strömstad
Svenljunga
Tanum
Tibro
Tidaholm
Tjörn
Tranemo
Trollhättan
Töreboda
Uddevalla
Ulricehamn
Vara
Vårgårda
Vänersborg
Åmål
Öckerö

## Örebro län

Askersund
Degerfors
Hallsberg
Hällefors
Karlskoga
Kumla
Laxå
Lekeberg
Lindesberg
Ljusnarsberg
Nora
Örebro

## Östergötlands län

Boxholm
Finspång
Kinda
Linköping
Mjölby
Motala
Norrköping
Söderköping
Vadstena
Valdemarsvik
Ydre
Åtvidaberg
Ödeshög